# 施莱希

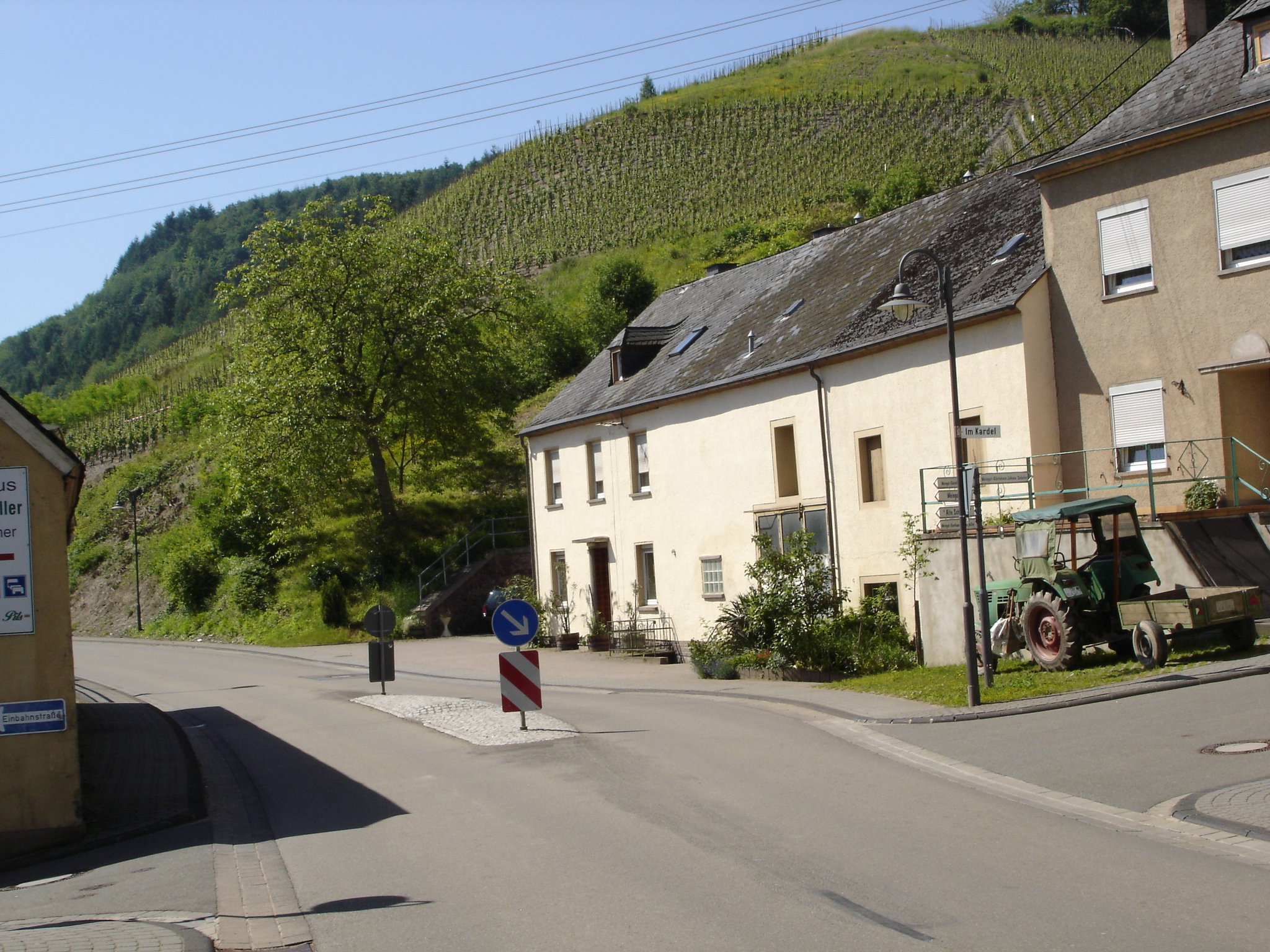

施莱希是德国莱茵兰-普法尔茨州的一个市镇。总面积1.60平方公里，总人口190人，其中男性89人，女性101人（2011年12月31日），人口密度119人/平方公里。